# Моника Мейхем
Моника Мейхем (на английски: Monica Mayhem) е артистичен псевдоним на австралийската порнографска актриса Каролин Пикъринг (Caroline Pickering), родена на 14 март 1978 г. в град Бризбейн, щата Куинсланд, Австралия.
Тя е от австралийско-уелски произход.
Преди да стане порноактриса, работи в областта на финансовите пазари и търговия с фючърси в град Сидни, Австралия. След това пътува до Европа и се премества в Лондон и работи като посредник в Международната петролна борса. По-късно започва да танцува в новооткрития стриптийз клуб Спиърминт Рино на Тотнъм Корт Роуд. Тогава прави и няколко софт еротични снимки и видеоклипове. Отива в САЩ заедно с един от собствениците на клуба и се озовава в щата Тексас и няколко дни по-късно се среща с един агент, който я убеждава да прави хардкор порнографски сцени.
През 2006 г. прави първата си сцена с анален секс във филма „Кожа“.

## Награди
- 2002: XRCO награда за звезда на годината.[5]